# Thapsia villosa
Espèce
Classification phylogénétique

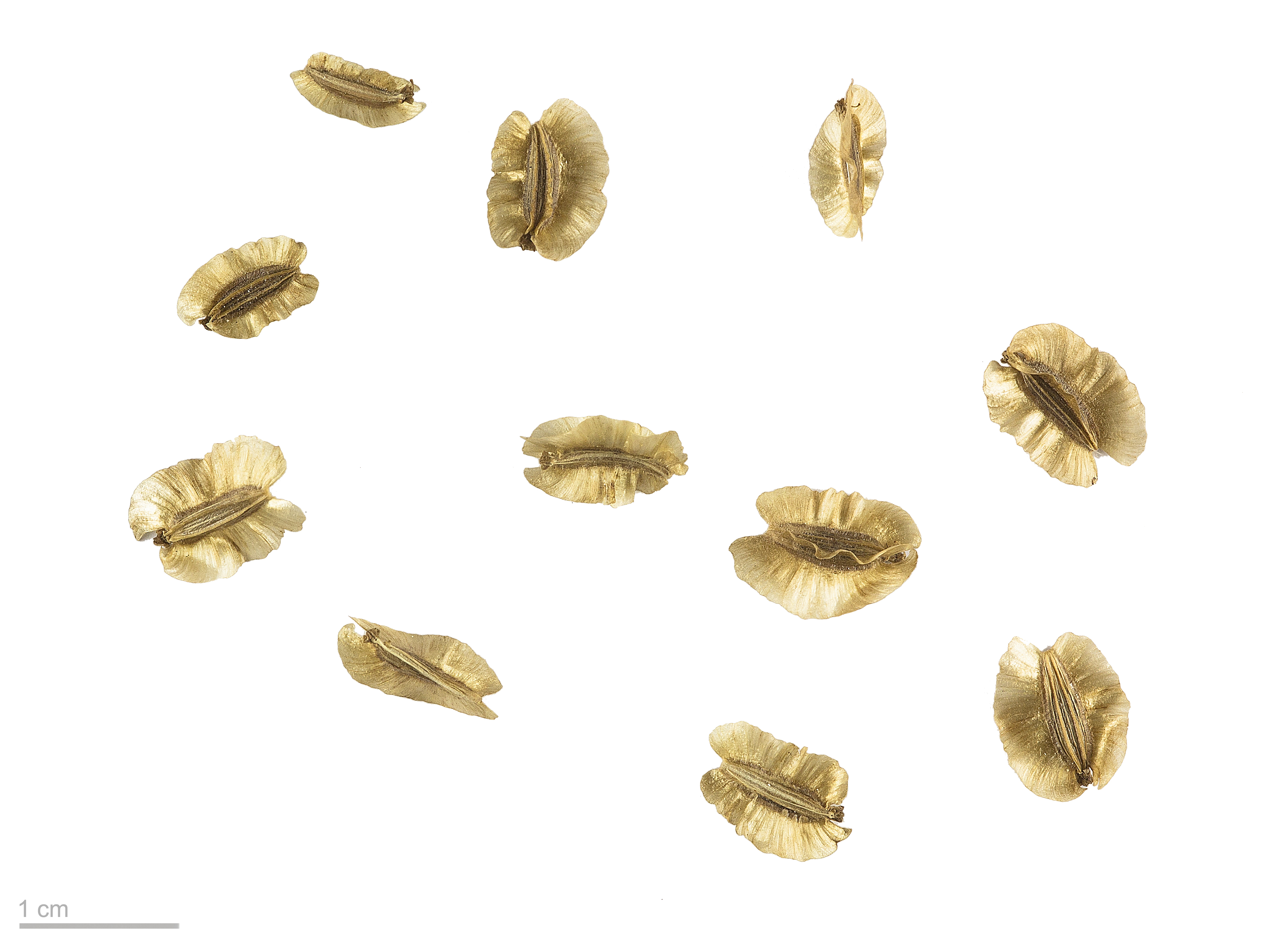
Thapsia villosa au Muséum de Toulouse.

Thapsia villosa, la Thapsie velue, est une espèce de plantes à fleurs de la famille des Apiacées. C'est une plante herbacée originaire du sud de l'Europe (Espagne, France, Portugal).

## Description
C'est une plante vivace herbacée assez robuste de 40 à 100 cm de hauteur.
Les feuilles de base sont en rosette appliquée sur le sol : elles sont très divisées en lobes assez étroits, vert sombre dessus et cendrées dessous. La plante doit son qualificatif de « velue » (villosa) à ses feuilles basales poilues sur les deux faces. Le reste de la plante est glabre, sans feuilles ni bractées (les feuilles caulinaires sont réduites à une gaine jaunâtre à sommet pointu), à tige finement striée.
L’ombelle terminale est grande et arrondie et comporte au moins douze rayons (en général de 15 à 25). La fleur est jaune-vif et le fruit ovale à 4 ailes larges et ondulées.
Le nombre de base de chromosomes est n=11. L'espèce peut être diploïde (2n=22), tétraploïde (4n=44) et hexaploïde (6n=66).
Trois sous-espèces et variétés sont connues :
- Thapsia villosa var. laciniata (Rouy) O.Bolòs & Vigo (1974) (synonyme : Thapsia laciniata Rouy)
- Thapsia villosa subsp. maxima (Mill.) O.Bolòs & Vigo (1974) (synonyme : Thapsia maxima Mill.)
- Thapsia villosa var. platyphyllos Franco & P.Silva. (1971)

## Répartition
Il s'agit d'une espèce méditerranéenne, présente dans le sud de la France, en Espagne et au Portugal
Elle croît dans les coteaux arides et ensoleillés.

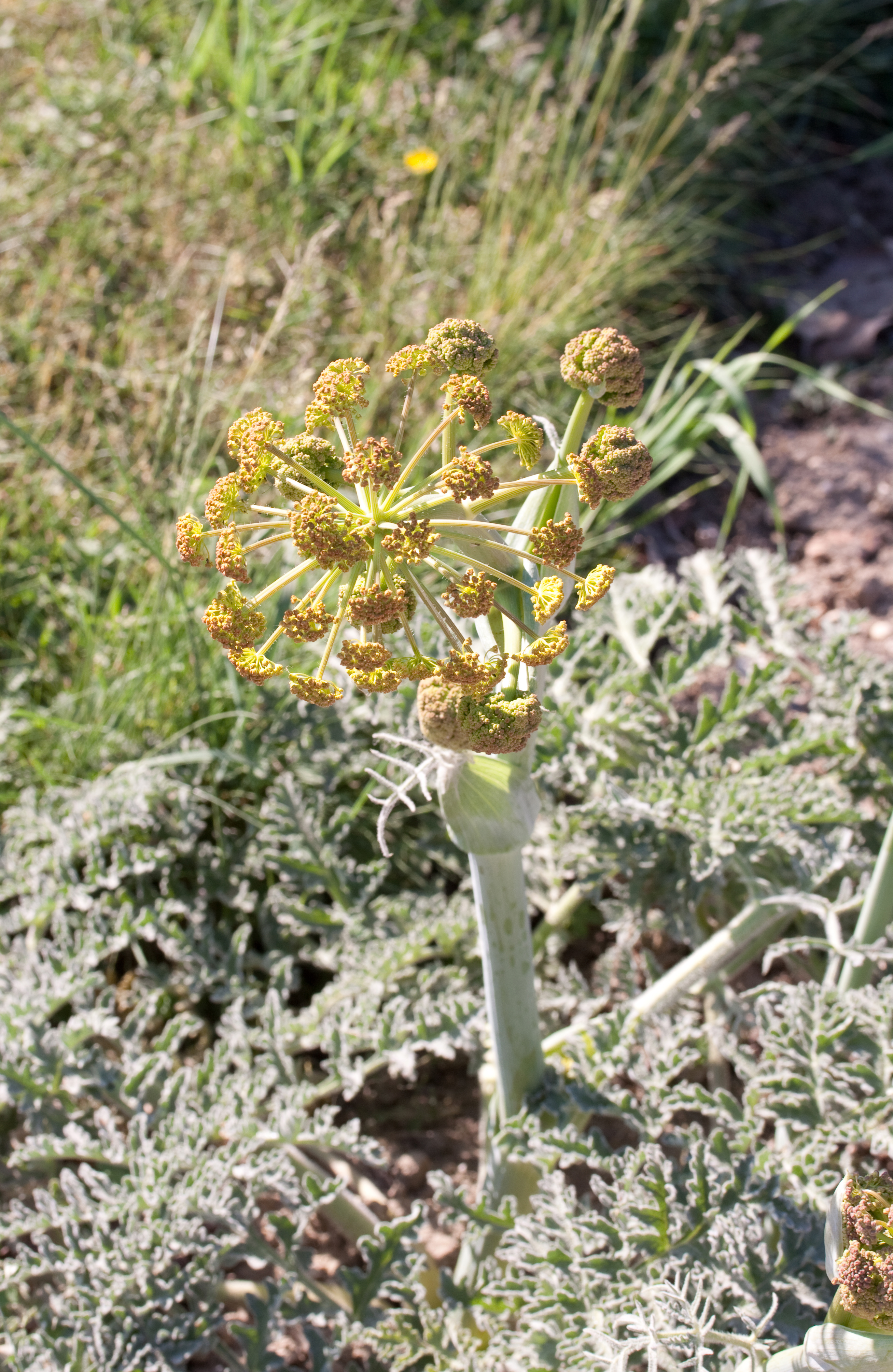
Début de floraison.
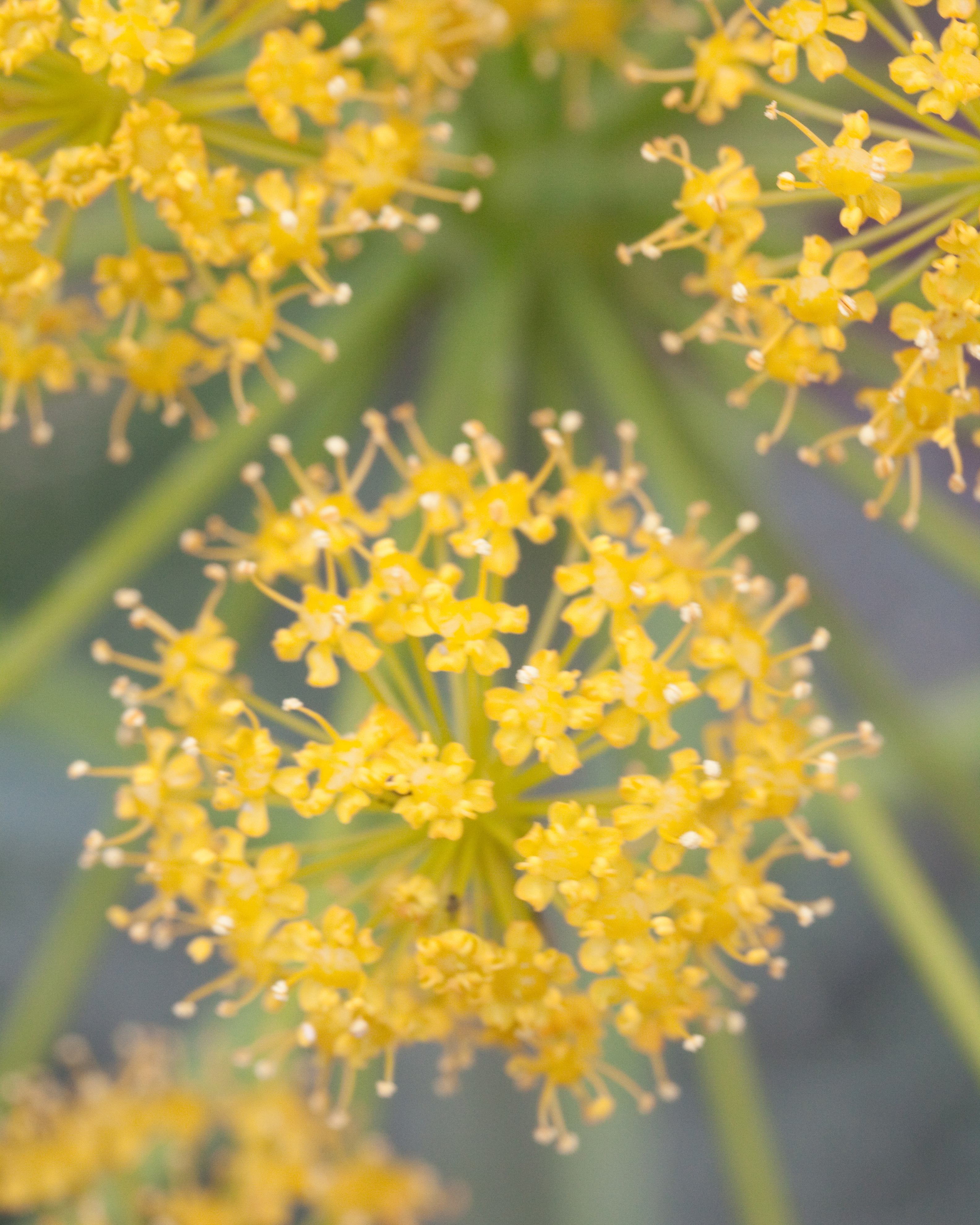
Fleurs.
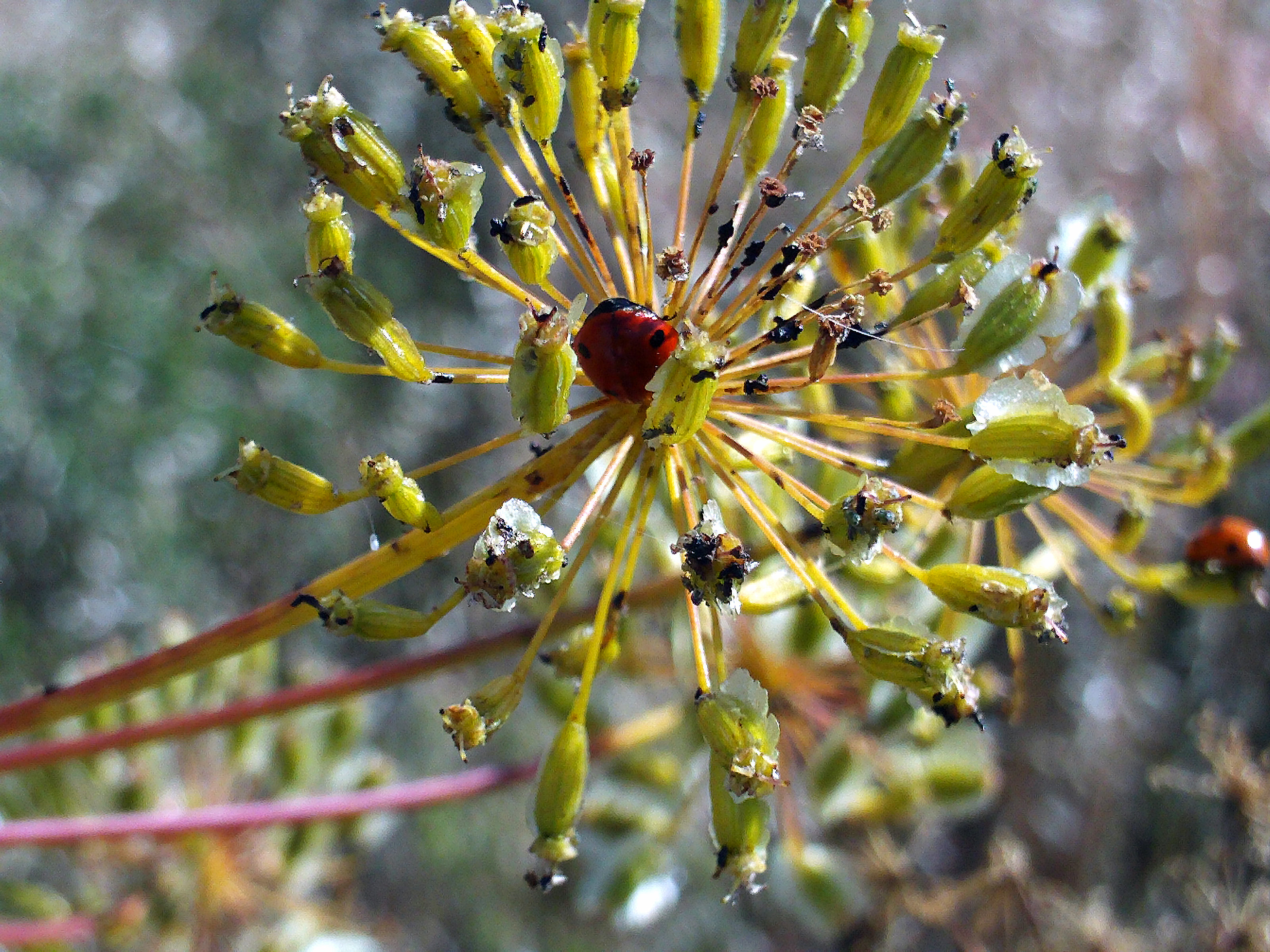
Jeunes fruits.
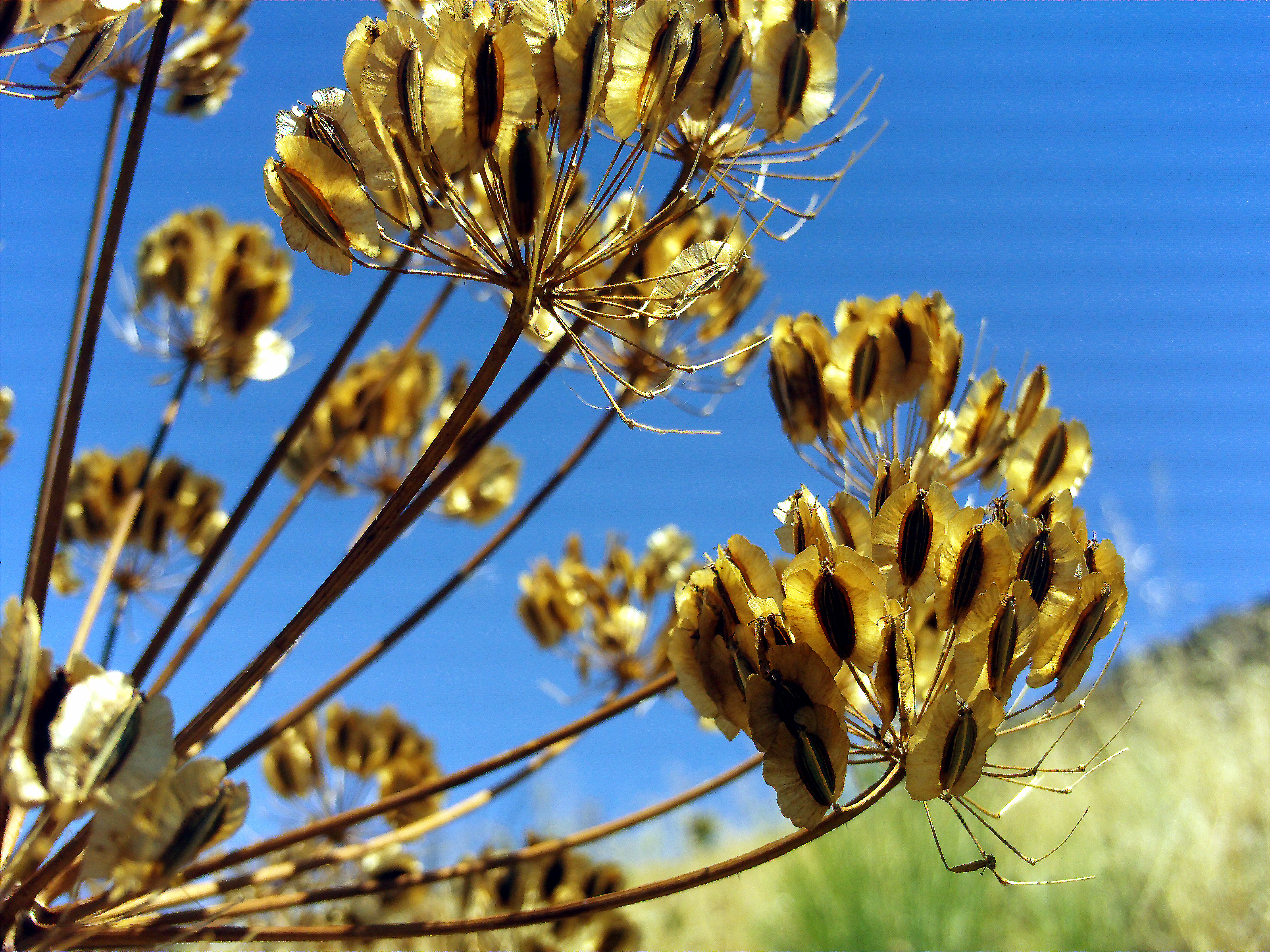
Fruits.
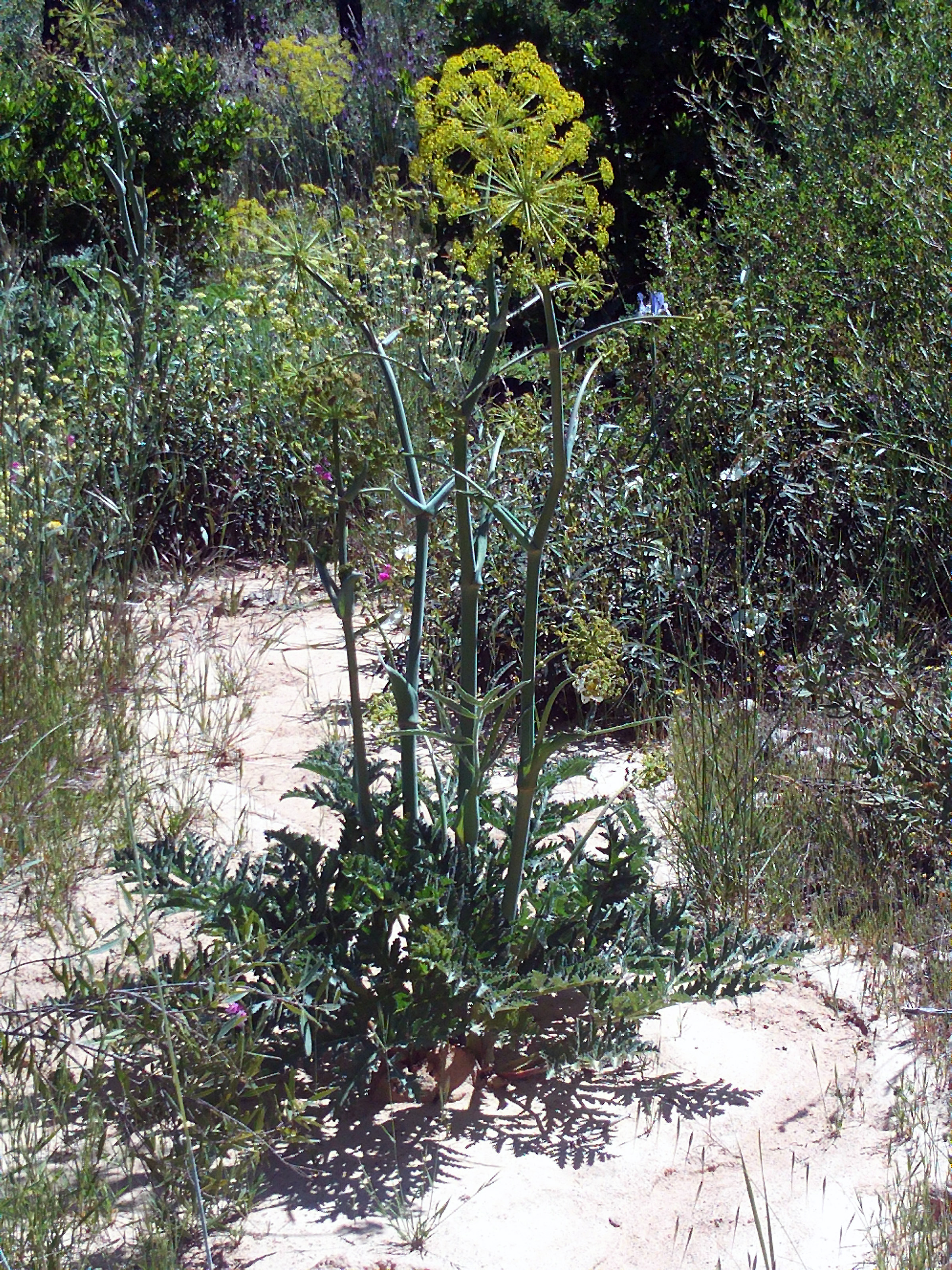
Sous-espèce maxima.